# HMS R4
Le HMS R4 est l’un des 10 sous-marins britanniques de Classe R construits pour la Royal Navy pendant la Première Guerre mondiale. Le bateau n’a pas été achevé avant la fin de la guerre et a été vendu à la ferraille en 1934.

## Conception
Les sous-marins de classe R ont été conçus pour répondre à une exigence de l’Amirauté portant sur un sous-marin « chasseur-tueur » spécialisé, en mettant l’accent sur les performances en immersion. Les navires avaient une longueur hors-tout de 49,9 m, une largeur de 4,6 m et un tirant d'eau moyen de 3,5 m. Leur déplacement était de 420 tonnes en surface et 511 tonnes en immersion. Les sous-marins de classe R avaient un équipage de 2 officiers et 20 matelots. Ils pouvaient plonger jusqu’à une profondeur de 150 pieds (45,7 m).
Pour la navigation en surface, les navires étaient propulsés par un seul moteur Diesel à huit cylindres de 240 chevaux-vapeur (179 kW) qui entraînait l’unique arbre d'hélice. Une fois immergés, ils étaient propulsés par un moteur électrique de 1 200 chevaux (895 kW). Ils pouvaient atteindre 9,5 nœuds (17,6 km/h) en surface et 15 nœuds (28 km/h) sous l’eau. La classe R avait un rayon d'action de 2400 milles marins (4 400 km) à 9 nœuds (17 km/h) en surface et 60 milles marins (110 km) à 5 nœuds (9,3 km/h) en immersion.
Les navires étaient armés de six tubes lance-torpilles de 18 pouces (457 mm) à l’avant. Ils transportaient six torpilles de rechargement, soit un total d’une douzaine de torpilles. Ils étaient équipés d’un réseau de cinq hydrophones à l’avant pour leur permettre de localiser et d’engager des cibles lorsqu’ils étaient en immersion.

## Engagements
Le HMS R4 fut construit par Chatham Dockyard. Sa quille fut posée le 4 mars 1917, il est lancé le 8 juin 1918 et mis en service le 23 août 1919. Comme la plupart des autres sous-marins de classe R, il est arrivé trop tard pour participer aux combats de la Première Guerre mondiale. Sa forme lui a valu d’être surnommé « La Limace ».
Le 1er novembre 1926, le R4 s’échoua à Exmouth, dans le Devon, en Angleterre. Il a été renfloué 10 heures et demie plus tard.
Le R4 a été le seul navire de sa classe à survivre jusqu’aux années 1930. Des ajouts à sa coque extérieure ont permis d’améliorer légèrement sa tenue à la mer, au prix d’une vitesse en immersion réduite de 15 nœuds à 13 nœuds. Il a été utilisé comme cible sous-marine rapide à l’école de lutte anti-sous-marine de Portland jusqu’en 1934, puis vendu le 26 mai 1934 à Young, de Sunderland.